# Prádena
Prádena es un municipio y localidad española de la provincia de Segovia, en la comunidad autónoma de Castilla y León. Está situado junto a la carretera N-110, a 45 km de Segovia. Tiene como pedanía a Castroserna de Arriba, que fue municipio independiente hasta su incorporación en 1975.

## Geografía

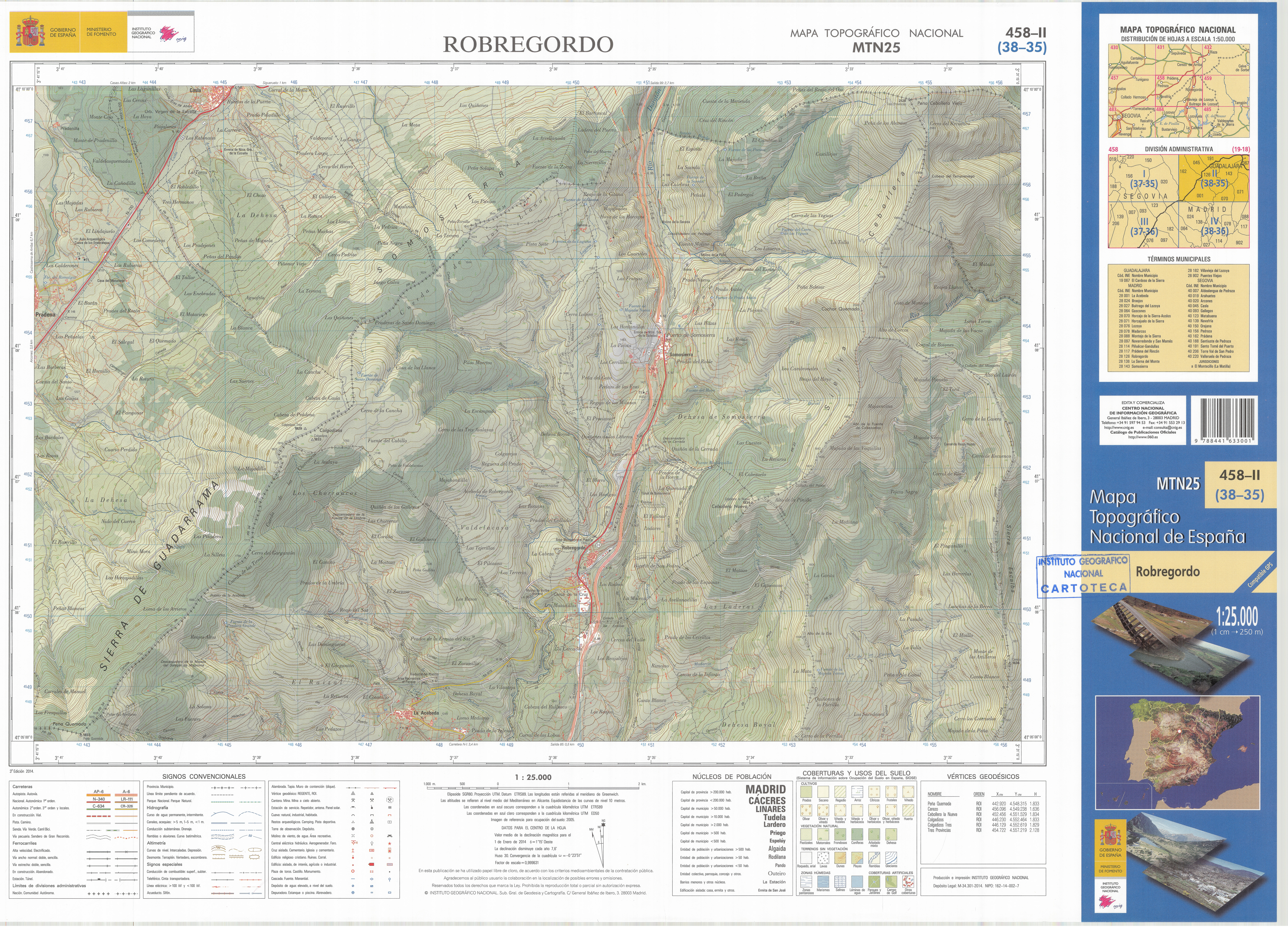
Fragmento de la hoja 458 del Mapa Topográfico Nacional de España de 2014 en el que se representa la parte este de Prádena

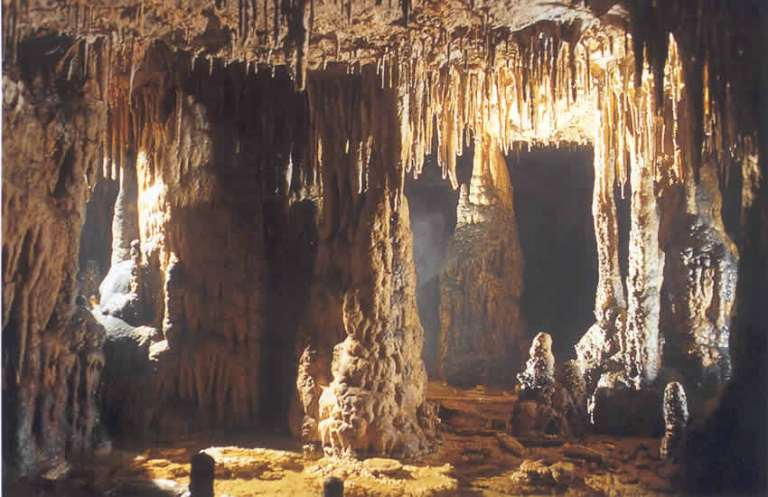
Cueva de los Enebralejos de Prádena.

Se sitúa a 40 kilómetros de la capital provincial. El término municipal está atravesado por la carretera  N-110  entre los pK 145 y 148, además de por la carretera local  SG-V-2346 , que permite la comunicación con Castroserna de Abajo. 

El relieve del municipio está caracterizado por la vertiente occidental de los Montes Carpetanos, pertenecientes a la sierra de Guadarrama, que hacen de límite con la provincia de Madrid. De los numerosos arroyos que descienden de las montañas, destaca el río Prádena o San Juan, afluente del Duratón. Las elevaciones más destacadas del término municipal son Peña Quemada (1833 metros), Cabeza de Prádena (1829 metros), Peña del Avellano (1819 metros) y Cerro del Gargantón (1786 metros). Un ramal de la Cañada Real Segoviana cruza las montañas por el Puerto de La Acebeda (1686 metros). La altitud del municipio oscila entre los 1833 metros (Peña Quemada) y los 990 metros a orillas del río San Juan. El pueblo se alza a 1124 metros sobre el nivel del mar. 

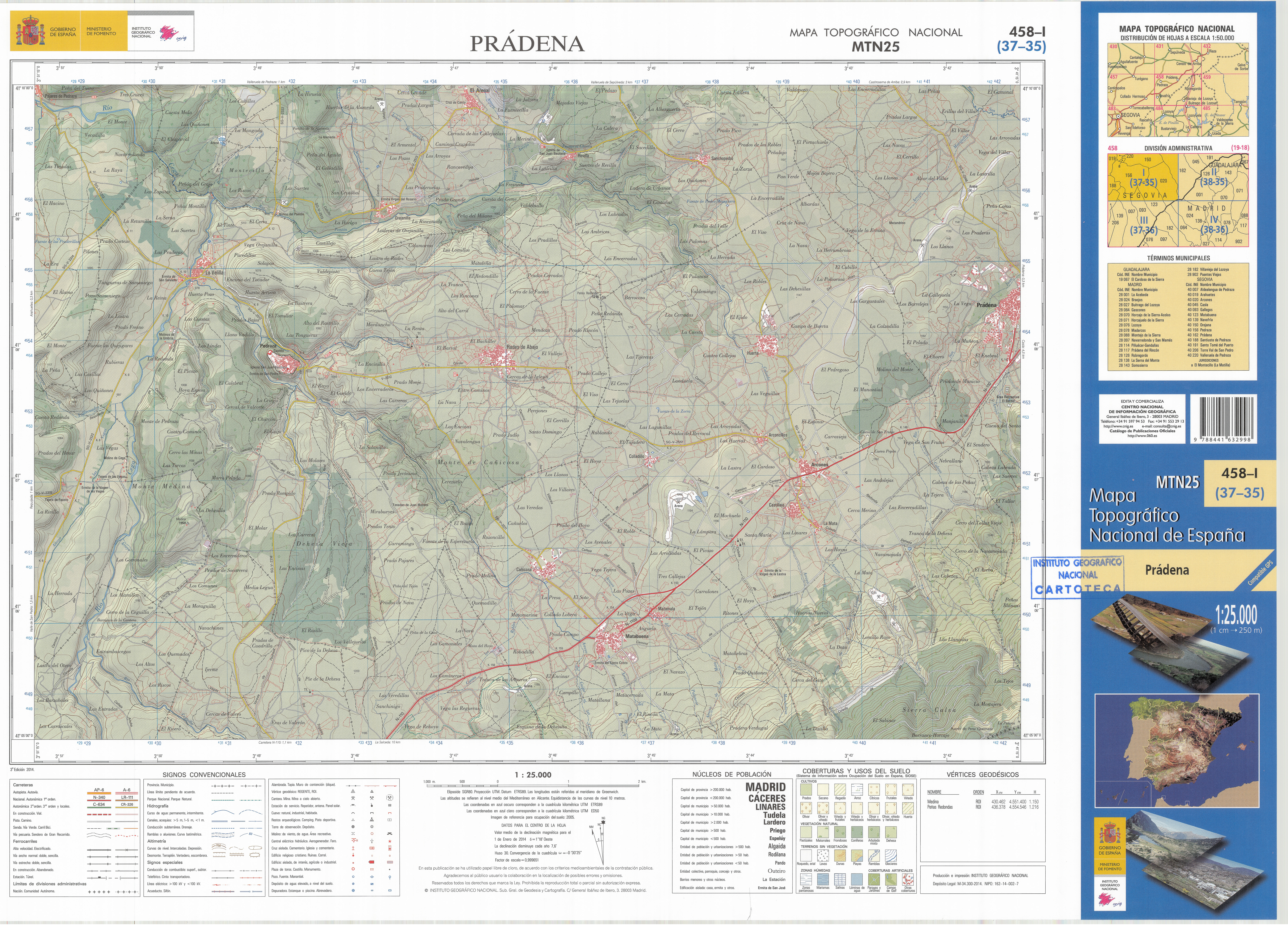
Fragmento de la hoja 458 del Mapa Topográfico Nacional de España de 2014 en el que se representa la parte oeste de Prádena

| Noroeste: Valleruela de Sepúlveda y Castroserna de Abajo | Norte: Santa Marta del Cerro y Ventosilla y Tejadilla | Noreste: Casla                                     |
| Oeste: Orejana y Arcones                                 |                                                       | Este: Casla                                        |
| Suroeste: Arcones                                        | Sur: La Acebeda (Madrid) y Braojos (Madrid)           | Sureste: Robregordo (Madrid) y La Acebeda (Madrid) |

### Clima
Prádena tiene un clima mediterráneo Csb (templado con verano seco y templado) según la clasificación climática de Köppen.
| Parámetros climáticos promedio de Prádena en el periodo 1961-1996 | Parámetros climáticos promedio de Prádena en el periodo 1961-1996 | Parámetros climáticos promedio de Prádena en el periodo 1961-1996 | Parámetros climáticos promedio de Prádena en el periodo 1961-1996 | Parámetros climáticos promedio de Prádena en el periodo 1961-1996 | Parámetros climáticos promedio de Prádena en el periodo 1961-1996 | Parámetros climáticos promedio de Prádena en el periodo 1961-1996 | Parámetros climáticos promedio de Prádena en el periodo 1961-1996 | Parámetros climáticos promedio de Prádena en el periodo 1961-1996 | Parámetros climáticos promedio de Prádena en el periodo 1961-1996 | Parámetros climáticos promedio de Prádena en el periodo 1961-1996 | Parámetros climáticos promedio de Prádena en el periodo 1961-1996 | Parámetros climáticos promedio de Prádena en el periodo 1961-1996 | Parámetros climáticos promedio de Prádena en el periodo 1961-1996 |
| Mes | Ene.                                                              | Feb.                                                              | Mar.                                                              | Abr.                                                              | May.                                                              | Jun.                                                              | Jul.                                                              | Ago.                                                              | Sep.                                                              | Oct.                                                              | Nov.                                                              | Dic.                                                              | Anual                                                             |
| --- | ----------------------------------------------------------------- | ----------------------------------------------------------------- | ----------------------------------------------------------------- | ----------------------------------------------------------------- | ----------------------------------------------------------------- | ----------------------------------------------------------------- | ----------------------------------------------------------------- | ----------------------------------------------------------------- | ----------------------------------------------------------------- | ----------------------------------------------------------------- | ----------------------------------------------------------------- | ----------------------------------------------------------------- | ----------------------------------------------------------------- |
| Temp. media (°C) | 3.40                                                              | 4.70                                                              | 6.60                                                              | 7.10                                                              | 12.00                                                             | 15.60                                                             | 20.40                                                             | 20.10                                                             | 15.20                                                             | 10.30                                                             | 6.80                                                              | 4.40                                                              | 10.50                                                             |
| Precipitación total (mm) | 69.70                                                             | 70.00                                                             | 59.30                                                             | 65.00                                                             | 66.00                                                             | 52.20                                                             | 21.80                                                             | 21.50                                                             | 39.00                                                             | 61.10                                                             | 90.60                                                             | 79.80                                                             | 696.00                                                            |
| Fuente: Ministerio de Agricultura, Alimentación y Medio Ambiente. Datos de precipitación para el periodo 1961-1996 y de temperatura para el periodo 1987-1996 en Prádena 3 de octubre de 2012 |                                                                   |                                                                   |                                                                   |                                                                   |                                                                   |                                                                   |                                                                   |                                                                   |                                                                   |                                                                   |                                                                   |                                                                   |                                                                   |

## Historia

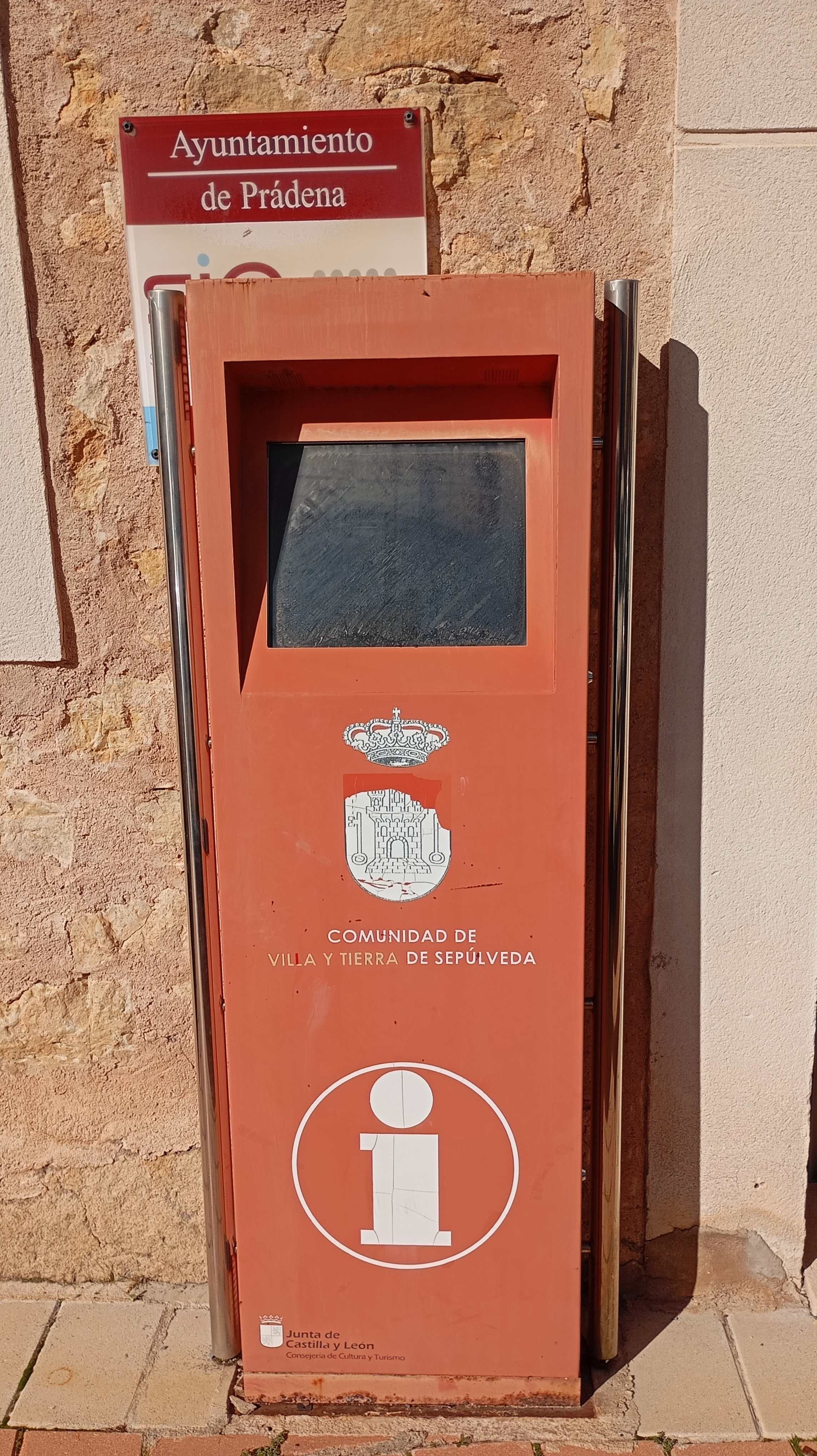
Instalaciones de la Comunidad de Villa y Tierra de Sepúlveda

En el municipio de Prádena se han encontrado yacimientos de la época romana y de la época visigoda.
El territorio es repoblado durante la reconquista por la Comunidad de Villa y Tierra de Sepúlveda, quedando encuadrada dentro del Ochavo de Prádena como su capital.
Fue el rey Fernando IV de Castilla quien concedió a Prádena la propiedad de unos terrenos en la sierra, comenzando su desarrollo como centro de comercio y pastoreo. 
Durante el siglo XV Prádena fue conocida por su lana de oveja, sus telares y batanes. Sus habitantes, muchos pastores dedicados a la trashumancia, hacían uso de la Cañada Real Soriana Occidental con fines comerciales hacia otras regiones de España.
La época de mayor esplendor de Prádena fue el siglo XVII. En esa época se levantó la iglesia de San Martín, un monumental edificio neoclásico construido por las donaciones de los ganaderos del pueblo.
En 1952 había un total de 1042 habitantes dedicados a la agricultura y a la ganadería lanar. Tenía 6 molinos harineros, fábrica de jabón, un matadero, una aserrío de madera, 4 carpinterías, 2 herrerías y forjas, carreterías y una gasolinera. Pero en la segunda mitad del siglo XX, la población comenzó a migrar a las ciudades, comenzando el declive económico del pueblo.
Actualmente Prádena vive mayormente del sector servicios y del turismo rural, en avance progresivo desde los años 2000.

## Demografía
Cuenta con una población de 468 habitantes (INE 2024).
| Gráfica de evolución demográfica de Prádena entre 1842 y 2021 |
| |
| Población de derecho según los censos de población del INE Población de hecho según los censos de población del INEEntre el censo de 1857 y el anterior, crece el término del municipio porque incorpora a 405033 (Pradenilla) Entre el censo de 1981 y el anterior, crece el término del municipio porque incorpora a 40050 (Castroserna de Arriba) |

El municipio, que tiene una superficie de 46,33 km², cuenta según el padrón municipal para 2017 del INE con 530 habitantes y una densidad de 11,44 hab./km².

### Población por núcleos
Desglose de población según el Padrón Continuo por Unidad Poblacional del INE.
| Núcleos               | Habitantes (2014) | Varones | Mujeres |
| --------------------- | ----------------- | ------- | ------- |
| Castroserna de Arriba | 20                | 12      | 8       |
| Prádena               | 547               | 295     | 252     |

## Símbolos
El escudo heráldico que representa al municipio se blasona de la siguiente manera:

«Escudo partido. Primero, cortado encajado de sinople y sable, y en la partición alta una oveja, paciendo. Segundo, de gules, un castillo de oro, almenado y donjonado, mazonado de sable y aclarado de azur, acompañado en lo alto y bajo de dos llaves de oro. Timbrado de la corona real.»
Boletín Oficial de Castilla y León nº 96/1993 de 24 de mayo de 1993

La descripción textual de la bandera es la siguiente:

«Bandera cuadra, de color amarillo, en cuyo centro campea el escudo municipal, en sus colores.»
Boletín Oficial de Castilla y León nº 96/1993 de 24 de mayo de 1993

## Administración y política
Lista de alcaldes
| Periodo   | Nombre                             | Partido       |
| --------- | ---------------------------------- | ------------- |
| 1979-1983 | Julio Moreno Martín                | UCD           |
| 1983-1987 | Julio Moreno Martín                | AP-PDP-UL     |
| 1987-1991 | Julio Moreno Martín                | UC-CDS        |
| 1991-1995 | Julio Moreno Martín                | PP            |
| 1995-1999 | María Luisa Quintana Llorente      | Independiente |
| 1999-2003 | María Luisa Quintana Llorente      | PP            |
| 2003-2007 | María Luisa Quintana Llorente      | PP            |
| 2007-2011 | María Luisa Quintana Llorente      | PP            |
| 2011-2015 | María Luisa Quintana Llorente      | PP            |
| 2015-2019 | María del Carmen Rey Pastor Merino | PP            |
| 2019-2023 | Diego Ramos Benito                 | PP            |
| 2023-act. | Ismael Masedo Sanz                 | PP            |

### Evolución de la deuda viva
El concepto de deuda viva contempla solo las deudas con cajas y bancos relativas a créditos financieros, valores de renta fija y préstamos o créditos transferidos a terceros, excluyéndose, por tanto, la deuda comercial.
Entre los años 2008 a 2014 este ayuntamiento no ha tenido deuda viva.

## Cultura

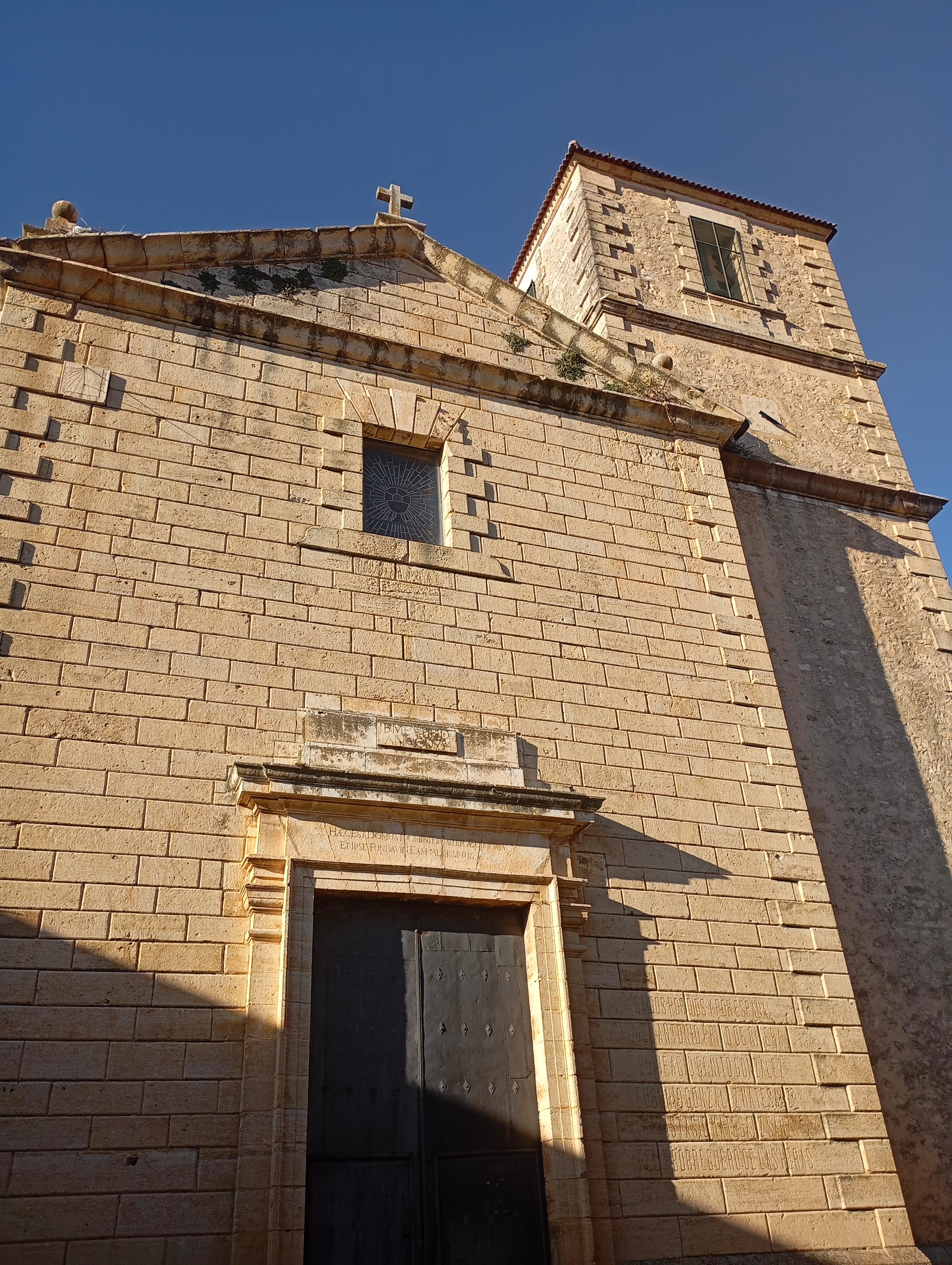
Portada de la iglesia de San Martín

### Patrimonio

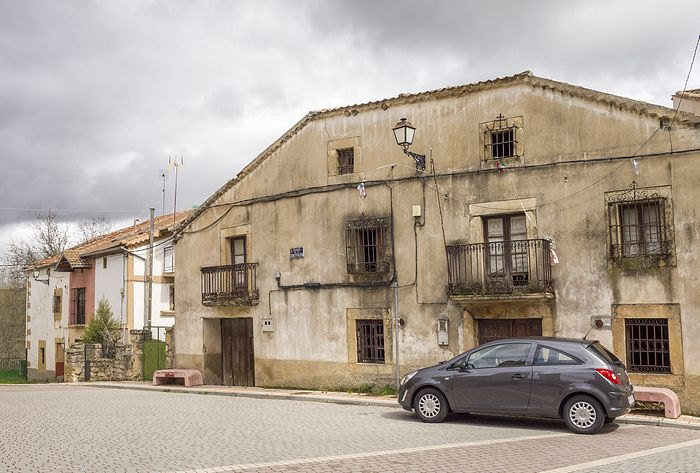
Casa típica segoviana con dos vertientes sin vértice

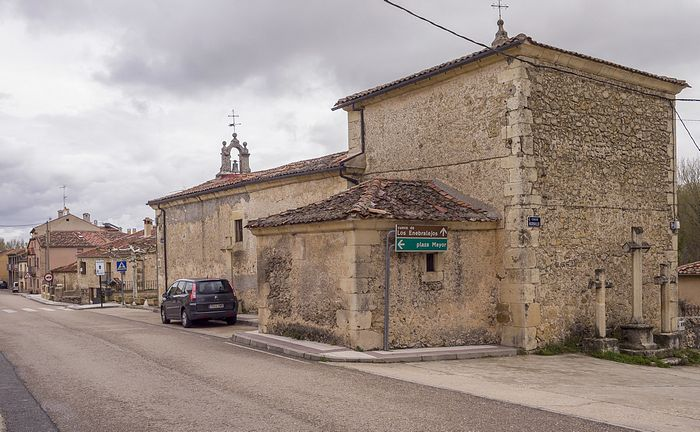
Ermita de San Roque

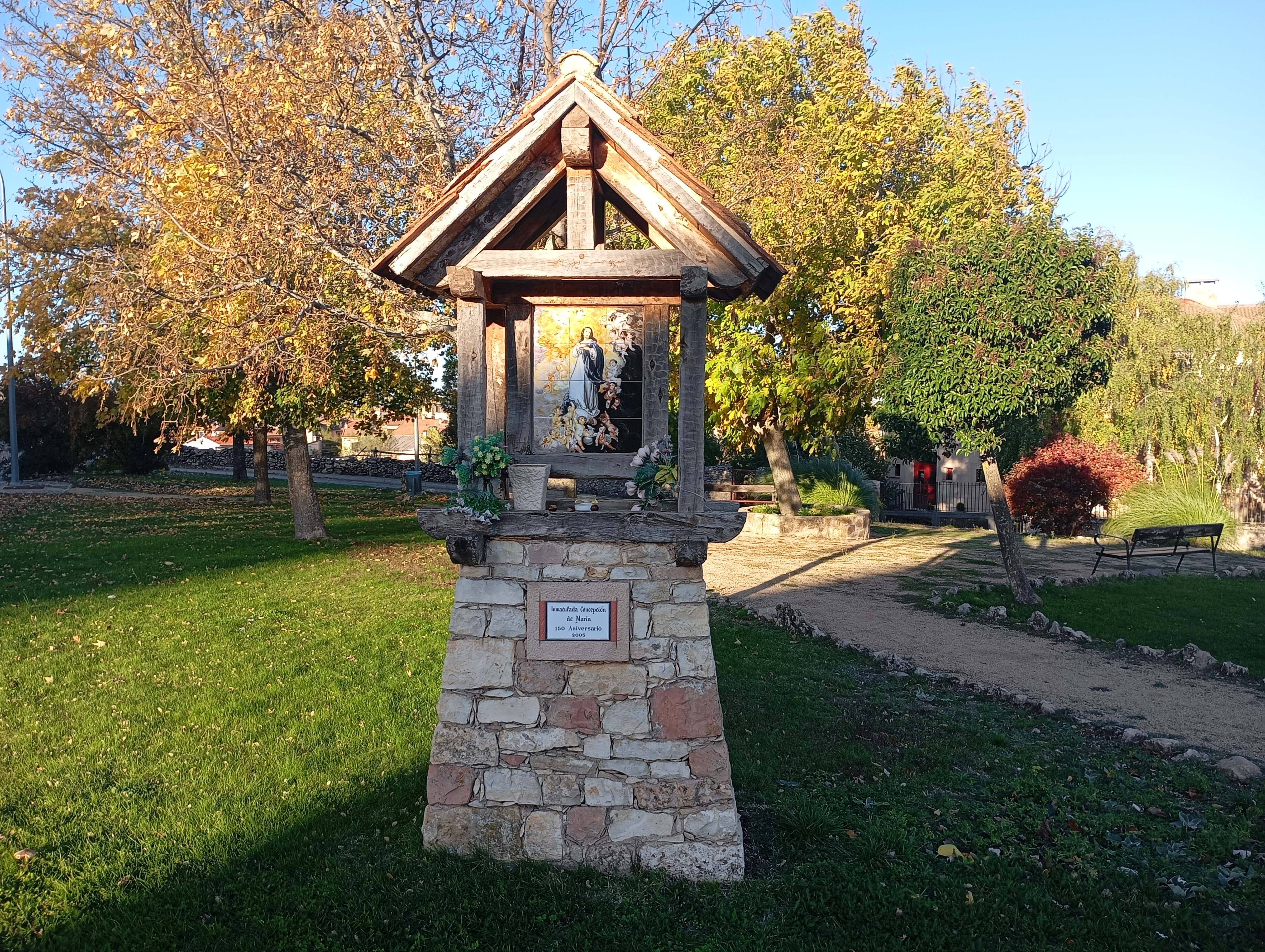
Monumento de la Inmaculada Concepción

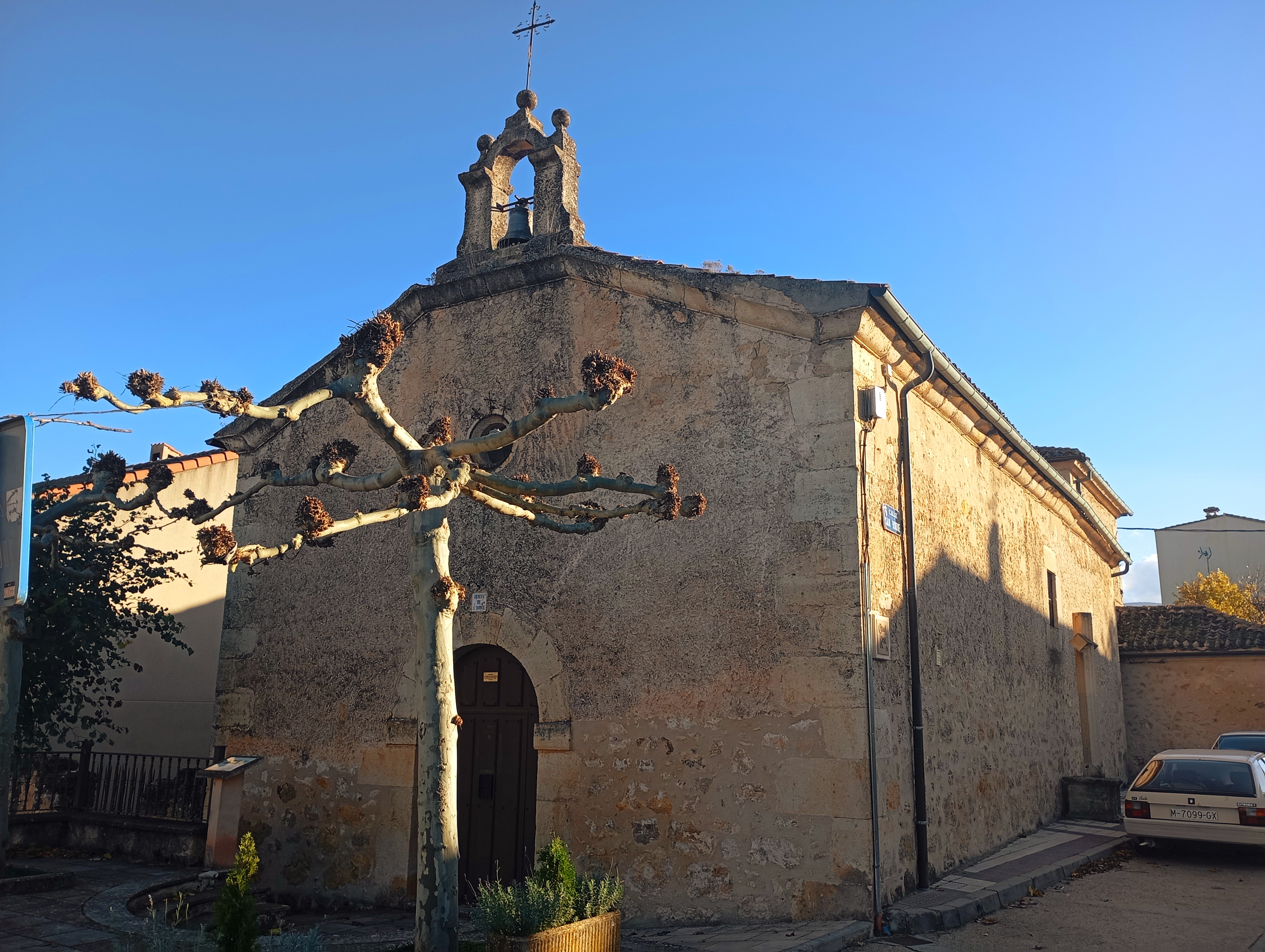
Ermita de San Roque

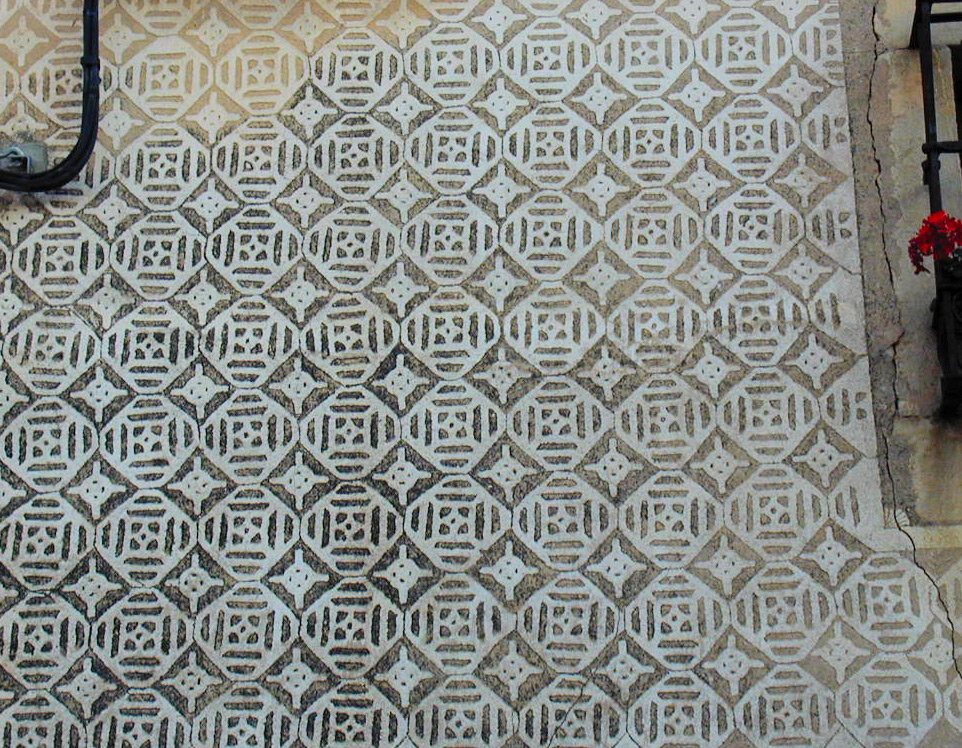
Esgrafiado segoviano típico en la localidad

- Idioma de Prádena, la existencia de una anormal cantidad de terminología exclusiva del pueblo, mucha vinculada al gremio de los arrieros, ha llevado a pensar que se trata de las reminiscencias de una antigua y prácticamente extinta lengua franca entre afincados y comerciantes de distintos orígenes, quizá vinculada con la Gacería.[15]
- Plaza Mayor, típicamente castellana.
- Iglesia parroquial de San Martín: Reconstruida en el siglo XVII a partir de una antigua iglesia románica, es de estilo neoclásico. Dentro del templo sobresale la imagen gótica-tardía de la Piedad, fechada a finales del siglo XV, y la talla de la Virgen del Rosario, patrona de la localidad.
- Ermita de San Roque: Es un templo sencillo de estilo barroco, edificado entre los siglos XVI y XVII. Consta de una nave única con una cabecera rectangular que es más alta y se cubre con bóveda de arista.[16]
- Cueva de los Enebralejos: Situada al nordeste del pueblo. Se trata de una cueva de más de 3600 metros de longitud llena de formaciones calcáreas, siendo la cavidad de mayor desarrollo conocido en el borde norte del Sistema Central. Descubierta de manera fortuita en 1932, posee multitud de espeleotemas, así como algunas pinturas y grabados prehistóricos, además, durante el Paleolítico fue usada para enterramientos. En 1995 la cueva abrió sus puertas al público y es visitable junto al museo y centro de interpretación que alberga.
- El Acebal de Prádena: es un bosque de acebos de unas 200 hectáreas, siendo uno de los más importantes del sur de Europa. Aparece mezclado con enebros, robles y sabinas, formando un ejemplo de bosque atlántico como reliquia de otros tiempos en el interior peninsular. Su acceso está señalizado mediante rutas de baja dificultad.
- Arquitectura típica con esgrafiado segoviano.
- Monumento de la Inmaculada Concepción.

### Fiestas

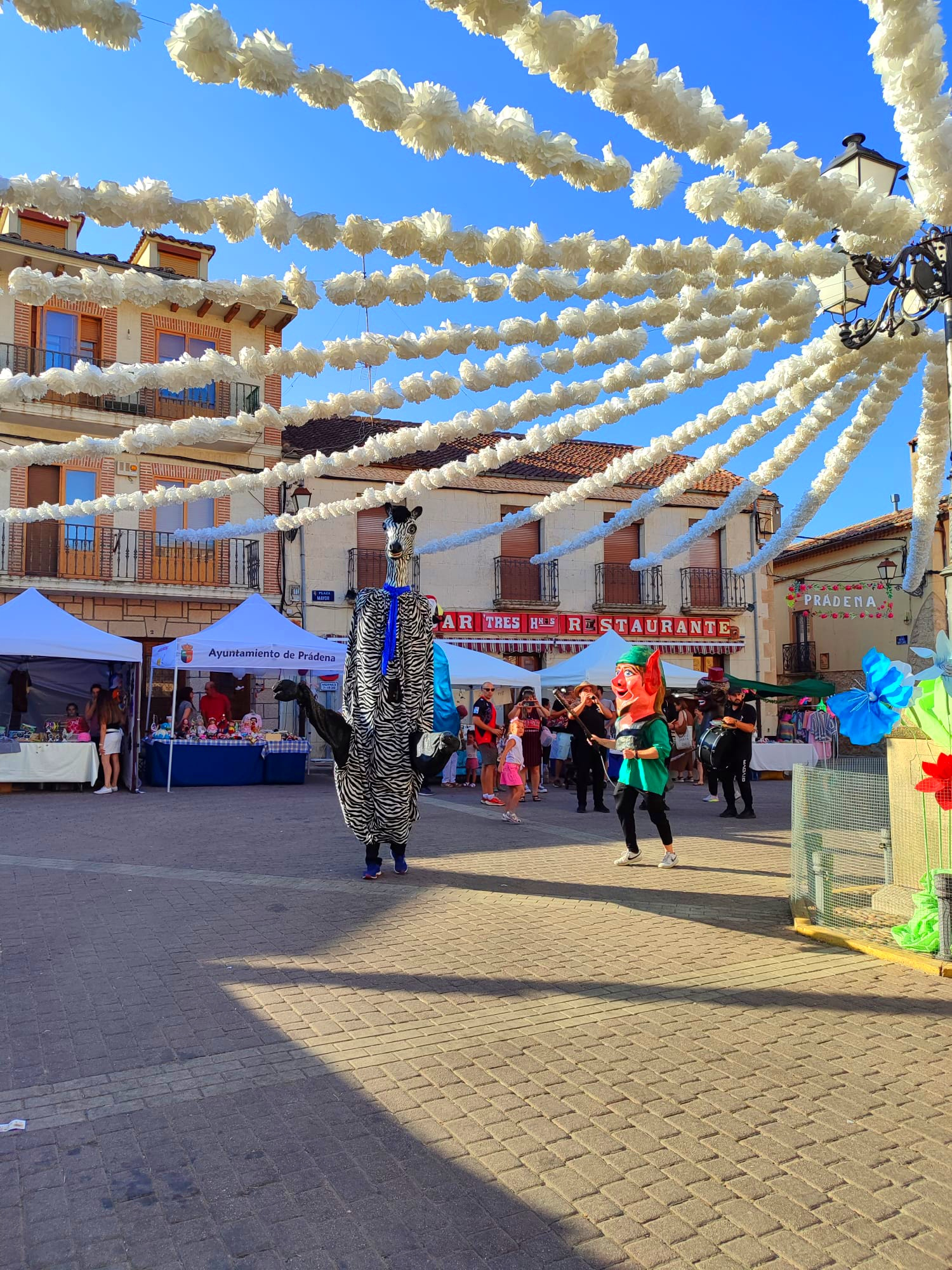
Plaza Mayor de la localidad decorada, con orquesta y disfraces tradicionales durante la XII Feria de Muestras

- 2 de febrero: Día de las Candelas, en cada barrio los vecinos hacen una hoguera.
- Primer fin de semana de julio: fiestas en honor al Sagrado Corazón de Jesús.
- Principios de agosto: Feria de Muestras.[17]
- Primer domingo de octubre: fiestas en honor a la Virgen del Rosario, patrona de la localidad.